# 북촌로 (서울)
북촌로(北村路, Bukchon-ro)는 서울특별시 종로구 재동 99-1에서 삼청동 125-6까지를 잇는 도로이다. 도로명은 북촌 한옥마을에서 유래했다.

## 역사
- 2010년 4월 22일 : 안국역~삼청공원입구 간을 북촌로로 명명[1]

## 주요 경유지
서울특별시
- 종로구 (재동 - 가회동 - 계동 - 삼청동)

## 노선
| 교차로                                | 접속 노선                             | 소재지                                | 소재지                                | 비고                                  |
| 서울특별시도 제27호선 삼일대로와 직결 | 서울특별시도 제27호선 삼일대로와 직결 | 서울특별시도 제27호선 삼일대로와 직결 | 서울특별시도 제27호선 삼일대로와 직결 | 서울특별시도 제27호선 삼일대로와 직결 |
| ------------------------------------- | ------------------------------------- | ------------------------------------- | ------------------------------------- | ------------------------------------- |
| 안국역                                | 서울특별시도 제C1호선 율곡로          | 종로구                                | 가회동                                |                                       |
| 안국역                                | 서울특별시도 제27호선 삼일대로        | 종로구                                | 가회동                                |                                       |
| 재동초등학교앞                        | 북촌로4길                             | 종로구                                | 가회동                                |                                       |
|                                       | 북촌로5길                             | 종로구                                | 가회동                                | 교차로 이름 없음                      |
|                                       | 북촌로6길                             | 종로구                                | 가회동                                | 교차로 이름 없음                      |
| 북촌로7길                             |                                       | 종로구                                | 가회동                                | 교차로 이름 없음                      |
|                                       | 창덕궁길                              | 종로구                                | 가회동                                | 교차로 이름 없음                      |
| 감사원앞                              | 와룡공원길                            | 종로구                                | 가회동                                |                                       |
| 삼청공원입구                          | 서울특별시도 제5307호선 삼청로        | 종로구                                | 삼청동                                |                                       |

## 부속도로
- ● : 전 구간 해당
- ▲ : 일부 구간 해당
- ✖ : 해당 없음

| 도로명       | 기점          | 종점          | 총연장 (m) | 차량 통행 가능 | 일방통행 | 소재지 | 소재지 |
| ------------ | ------------- | ------------- | ---------- | -------------- | -------- | ------ | ------ |
| 북촌로1길    | 재동 62       | 안국동 155-2  | 173        | ✖              | ✖        | 종로구 | 삼청동 |
| 북촌로1길    | 재동 62       | 안국동 155-2  | 173        | ✖              | ✖        | 종로구 | 가회동 |
| 북촌로2길    | 재동 84-34    | 계동 140-85   | 98         | ✖              | ✖        | 종로구 |        |
| 북촌로4길    | 재동 62       | 계동 82-3     | 147        | ●              | ✖        | 종로구 |        |
| 북촌로5길    | 재동 22       | 세종로 1-61   | 462        | ●              | ✖        | 종로구 |        |
| 북촌로5길    | 재동 22       | 세종로 1-61   | 462        | ●              | ✖        | 종로구 | 삼청동 |
| 북촌로5가길  | 화동 138-36   | 소격동 20-4   | 254        | ●              | ✖        | 종로구 |        |
| 북촌로5나길  | 화동 104-1    | 삼청동 35-159 | 591        | ●              | ✖        | 종로구 |        |
| 북촌로6길    | 가회동 169-1  | 계동 130-3    | 185        | ▲              | ✖        | 종로구 | 가회동 |
| 북촌로7길    | 가회동 97-1   | 가회동 102-2  | 170        | ✖              | ✖        | 종로구 | 가회동 |
| 북촌로8길    | 가회동 74-1   | 계동 82-3     | 155        | ●              | ✖        | 종로구 | 가회동 |
| 북촌로9길    | 가회동 84-1   | 가회동 91-1   | 123        | ✖              | ✖        | 종로구 | 가회동 |
| 북촌로11길   | 가회동 11-121 | 가회동 8-2    | 613        | ▲              | ✖        | 종로구 | 가회동 |
| 북촌로11길   | 가회동 11-121 | 가회동 8-2    | 613        | ▲              | ✖        | 종로구 | 삼청동 |
| 북촌로11가길 | 가회동 47-1   | 가회동 31-86  | 257        | ▲              | ✖        | 종로구 | 가회동 |
| 북촌로11나길 | 가회동 35-5   | 삼청동 35-58  | 132        | ▲              | ✖        | 종로구 | 가회동 |
| 북촌로11나길 | 가회동 35-5   | 삼청동 35-58  | 132        | ▲              | ✖        | 종로구 | 삼청동 |
| 북촌로11다길 | 삼청동 35-136 | 삼청동 35-234 | 211        | ▲              | ✖        | 종로구 |        |
| 북촌로11라길 | 가회동 31-78  | 삼청동 35-234 | 150        | ▲              | ✖        | 종로구 |        |
| 북촌로11라길 | 가회동 31-78  | 삼청동 35-234 | 150        | ▲              | ✖        | 종로구 | 가회동 |
| 북촌로12길   | 가회동 11-121 | 가회동 11-148 | 239        | ●              | ✖        | 종로구 |        |
| 북촌로15길   | 삼청동 25-24  | 삼청동 35-160 | 289        | ▲              | ✖        | 종로구 | 삼청동 |

## 주요 건물 및 시설
- 헌법재판소 (서울특별시 종로구 북촌로 15)
- 가회동주민센터 (서울특별시 종로구 북촌로 35)
- 천주교 서울대교구 가회동성당 (서울특별시 종로구 북촌로 57)
- 대한불교조계종 안국선원 (서울특별시 종로구 북촌로 70)
- 고려사이버대학교 (서울특별시 종로구 북촌로 106)
- 광화문우체국 서울삼청동우체국 (서울특별시 종로구 북촌로 109)
- 감사원 (서울특별시 종로구 북촌로 112)
- 주한베트남대사관 (서울특별시 종로구 북촌로 123)
- 삼청공원숲속도서관 (서울특별시 종로구 북촌로 134-3)
- 서울재동초등학교 (서울특별시 종로구 북촌로4길 7)
- 정독도서관 (서울특별시 종로구 북촌로5길 48)
- 새마을금고 삼청안국지점 (서울특별시 종로구 북촌로5가길 11)
- 새마을금고 삼청가회지점 (서울특별시 종로구 북촌로8길 1)
- 경남대학교 극동문제연구소 (서울특별시 종로구 북촌로15길 2)
- 북한대학원대학교 (서울특별시 종로구 북촌로15길 2)